# (2,4,6-trimethylfenyl)zlato
(2,4,6-Trimethylfenyl)zlato je organická sloučenina zlata, vytvářející strukturu, kde atom uhlíku v arylové skupině slouží jako můstek mezi dvěma atomy zlata.
Připravuje se reakcí Au(CO)Cl a Grignardova činidla mesitylmagnesiumbromidu.
Tato látka krystalizuje jako cyklický pentamer.